# 基亚纳河谷奇维泰拉
基亚纳河谷奇维泰拉（義大利語：Civitella in Val di Chiana）是意大利阿雷佐省的一个市镇。总面积100.37平方公里，人口9133人，人口密度91.0人/平方公里（2009年）。ISTAT代码为051016。